# Рибейрадиу
Рибейрадиу (порт. Ribeiradio) — район (фрегезия) в Португалии, входит в округ Визеу. Является составной частью муниципалитета Оливейра-де-Фрадеш. Находится в составе крупной городской агломерации Большое Визеу. По старому административному делению входил в провинцию Бейра-Алта. Входит в экономико-статистический субрегион Дан-Лафойнш, который входит в Центральный регион. Население составляет 1208 человек на 2001 год. Занимает площадь 15,17 км².